# Christi Matri
Christi Matri és la quarta encíclica del papa Pau VI. Fou promulgada el 15 de setembre de 1966 i ordena súpliques a la Mare de Déu per al mes d'octubre.

## Estructura
- Motius de greu preocupació
- Contínua activitat per la pau
- Reunir-se i preparar sol·lícites i negociacions lleials
- La pau, do del cel inestimable
- La intercessió de Maria, Mare de l'Església, Reina de la Pau